# Marmagne, Saône-et-Loire
Marmagne este o comună în departamentul Saône-et-Loire, Franța. În 2009 avea o populație de 1.250 de locuitori.

## Evoluția populației
| An        | 1975  | 1982  | 1990  | 1999  | 2006  | 2009  |
| --------- | ----- | ----- | ----- | ----- | ----- | ----- |
| Populație | 1.240 | 1.306 | 1.339 | 1.329 | 1.278 | 1.250 |